# 楊華 (南北朝)
楊 華（よう か、生没年不詳）は、中国の南北朝時代の軍人。本貫は武都郡仇池県。

## 経歴
楊大眼の子として生まれた。若くして勇気と力量を備え、その容貌は雄偉であった。北魏の霊太后はかれに迫って私通した。楊華は禍が及ぶのを恐れて、楊大眼の死後にその部曲を率いて南朝梁に降った。霊太后はかれを追思してやまず、「楊白華歌辞」を作って宮人に歌わせた。楊華は征戦を重ねて戦功を挙げ、梁の太僕卿・太子左衛率を歴任して、益陽県侯に封じられた。
後に宣城郡内史となった。太清2年（548年）、侯景が建康を包囲すると、楊華は子の楊雄に宣城郡の兵を率いさせて建康の援軍に送り出した。太清3年（549年）5月、侯景の儀同の来亮が宛陵に入ると、楊華は来亮を誘い出して斬った。大宝2年（550年）2月、楊華は進軍して安呉に拠った。侯景の部下の于子悦が安呉を攻撃したが攻め落とせなかった。11月、侯景自らが兵を率いて宣城で楊華を討った。楊華は力尽きて降伏した。侯景は楊華が北方出身者であったことから一命を許し、左民尚書に任じた。侯景は楊華の兄の子の楊彬を処刑して来亮の恨みに報いた。後に楊華は反乱側で死去した。

## 伝記資料
- 『梁書』巻39 列伝第33
- 『南史』巻63 列伝第53